# ゴーストシップ
『ゴーストシップ』（Ghost Ship）は、2002年のアメリカ合衆国・オーストラリアのオカルトホラー映画。監督はスティーヴ・ベック、出演はジュリアナ・マルグリーズとガブリエル・バーンなど。40年ぶりに姿を現わした豪華客船のサルベージを依頼されたクルーたちが見舞われる恐怖体験を描いている。ダークキャッスル・エンタテインメント制作第3作。
日本ではテレビ朝日で放映された際に『ゴーストシップ/呪われた豪華客船』のタイトルが使われたことがある。

## ストーリー
西暦1962年5月、アメリカへ向けて出航したイタリアの豪華客船アントニア・グラーザ号が突如消息を絶つ。
それから40年後、ベーリング海沖を漂流している謎の船が発見される。その「幽霊船」のサルベージ依頼を受けたアークティック・ウォリアー号のクルーたちは現地へ急行、船内へ潜入したところ様々な怪奇現象に襲われる。実はこの船こそが以前に消息を絶ったアントニア・グラーザ号だったのである。

## キャスト
モーリーン・エップス（Maureen Epps）
演 - ジュリアナ・マルグリーズ、日本語吹替 - 谷川清美
サルベージ船のクルー。紅一点。
ショーン・マーフィー（Sean Murphy）
演 - ガブリエル・バーン、日本語吹替 - 樋浦勉
サルベージ船の船長。エップスの父親的存在。
ドッジ（Dodge）
演 - ロン・エルダード、日本語吹替 - 石川英郎
サルベージ船のクルー。マンダーの相棒。
ジャック・フェリマン（Jack Ferriman）
演 - デズモンド・ハリントン、日本語吹替 - 咲野俊介
マーフィーらにサルベージを依頼した空軍パイロット。
グリーア（Greer）
演 - イザイア・ワシントン、日本語吹替 - 楠大典
サルベージ船の一等航海士。
サントス（Santos）
演 - アレックス・ディミトリアデス、日本語吹替 - 麻生智久
サルベージ船の操舵士兼機関士。
マンダー（Munder）
演 - カール・アーバン、日本語吹替 - 遠藤純一
サルベージ船「アークティック・ウォリアー号」のクルー。優れた溶接技術を持つ。
ケイティ（Katie Harwood）
演 - エミリー・ブラウニング、日本語吹替 - 鈴木里彩
幽霊船となった豪華客船に囚われた少女の幽霊。
フランチェスカ（Francesca）
演 - フランチェスカ・レットンディーニ
豪華客船の歌手。
その他の声の吹き替え
長克巳／斎藤恵理／斉藤次郎／新垣樽助／江川大輔

## 製作
- アントニア・グラーザ号のモデルは1956年にマサチューセッツ沖で沈没したアンドリア・ドリア号である[要出典]。
- 本来はグリーアが最後まで生き残る役の1人であったが、制作費削減のため、途中で死ぬように変更された[要出典]。
- 冒頭でフランチェスカが歌っている歌はMonica Manciniの「Senza Fine」である（CDアルバム「Cinema Paradiso」に収録）[要出典]。
- 当初は『ゴースト/血のシャワー』のリメイクとして企画されたが、ポスターの構図の類似を除いて完全な別作品となった[要出典]。
- 幽霊船の映像はCGだけでなく、10メートルを超す大型模型を使って撮影された[2]。

## 作品の評価
Rotten Tomatoesによれば、批評家の一致した見解は「登場する船のようにきしんでガタが来ているプロットで、『ゴーストシップ』は恐怖を提供するのに失敗している。」であり、129件の評論のうち高評価は16%にあたる20件で、平均点は10点満点中3.9点となっている。
Metacriticによれば、25件の評論のうち、高評価はなく、賛否混在は8件、低評価は17件で、平均点は100点満点中28点となっている。

## その他
- 2008年12月7日に「日曜洋画劇場」で放送された際には『ゴーストシップ 呪われた豪華客船』とサブタイトルが追加された[要出典]。2012年8月28日に「午後のロードショー」で放送された際にも同じタイトルが使われた[要出典]。
- 2009年10月23日に「金曜ロードショー」で放送された際のタイトルは『ゴーストシップ』[3]。
- ジュリアナ・マルグリーズとロン・エルダードは1991年から2003年まで交際していた仲[要出典]。